# Темирбанк
«Темірба́нк» — казахстанский коммерческий банк, входивший в десятку крупнейших по размеру активов банков Казахстана. Головной офис располагался в Алматы на проспекте Абая, 68/74. Прекратил существование после продажи активов группе «Верный Капитал», был объединён с ForteBank.

## История
- АО «Темірбанк» основано 26 марта 1992 года. В первые годы деятельности развивался как специализированный железнодорожный банк. Со временем «Темірбанк» стал универсальным финансовым институтом, оказывающим широкий спектр услуг клиентам из различных отраслей экономики.
- В 2002 году менеджмент АО «Темірбанк» принял решение о форсированном выходе на рынок розничных услуг, была разработана и введена в действие программа розничного и ипотечного кредитования, банк получил ассоциированное членство в международной платежной системе VISA International и приступил к выпуску собственных карт.
- В декабре 2006 года АО «Банк ТуранАлем» стало крупным акционером банка. На 1 января 2007 года АО «Банк ТуранАлем» владело 51,54 % голосующих акций.
- 3 августа 2008 года осуществлён активный запуск услуги электронного банкинга, улучшен интерфейса, появилась возможность оплаты всех платежей посредством Интернет- и мобильного банкинга.
- В августе 2009 года АО «Темірбанк» получил статус Принципиального члена Международной платёжной системы MasterCard.
- 11 мая 2010 года АО Фонд Национального Благосостояния «Самрук-Казына» стало основным акционером банка с 79,93 % голосующих акций, а 30 июня того же года АО «Темірбанк» успешно завершило процесс реструктуризации своих внешних обязательств.
- В апреле 2011 года осуществлён запуск системы мобильных платежей «HandyPay».
- В августе 2012 АО «Темірбанк» в числе первых казахстанских банков второго уровня осуществило выпуск электронных денег «e-tenge».

## Собственники и руководство
- В мае 2010 года основным акционером банка с 79,93 % голосующих акций стало АО Фонд Национального Благосостояния «Самрук-Казына».
- Решением Совета директоров АО «Темірбанк» от 28 декабря 2012 года Бейсенгалиев Берик Турсынбекович избран председателем Совета директоров банка.

## Основы деятельности
АО «Темірбанк» имел генеральную лицензию на осуществление банковских операций № 107 от 19 ноября 2007 года.
Филиальная сеть банка насчитывала 21 филиал и 80 точек продаж по Республике Казахстан, банк представлен во всех областных центрах страны и городах с численностью населения свыше 50 тысяч человек.

## Активы и пассивы
- 1 июля 2001 года объявленный уставный капитал ОАО «Темірбанк» составляет 1,4 млрд тенге, оплаченный уставный капитал (за минусом выкупленных акций) — 1,38 млрд тенге[5].
- В 2007 году согласно требованиям АФН РК в части повышения надежности и устойчивости коммерческих банков, размер уставного капитала АО «Темирбанк» был увеличен почти в 2 раза — с 19,9 млрд до 38,9 млрд тенге, а собственный капитал банка возрос за 2007 год с 26,7 млрд тенге до 54,1 млрд тенге.
- На 1 января 2008 года активы Банка составили 325,9 млрд тенге. Чистый доход банка по итогам 2007 года составил 8,6 млрд тенге.
- На начало 2009 года собственный капитал — 44,6 млрд тенге
- январь-май 2009 — АО «Темірбанк» по данным АФН занимает восьмое место среди банков Казахстана по размеру активов. За январь-май 2009 года его активы составили 299,9 млрд тенге, собственный капитал — 25,7 млрд тенге. Непокрытый убыток за указанный период составил 23,9 млрд тенге.
- 1 октября 2009 года — Собственный капитал банка сократился до «минус» 40,8 млрд тенге. Темірбанк, согласно данным агентства РК по регулированию и надзору финансового рынка и финансовых организаций (АФН), занимал 10-е место среди банков Казахстана по размеру активов.
- На октябрь 2009 года активы составили 204,7 млрд тенге, дефицит собственного капитала — 61,17 млрд тенге. Непокрытый убыток за январь-октябрь 2009 года составил 110,8 млрд тенге[6].
- 6 ноября 2009 года и 9 ноября 2009 года — банк не смог произвести платежи своему основному акционеру АО «БТА Банк» по депозитным соглашениям.
- В мае 2010 года основным акционером банка стало АО Фонд Национального Благосостояния «Самрук-Казына» с 79,93 % голосующих акций.
- 30 июня 2010 года реструктуризация внешних обязательств банка успешно завершена, собственный капитал АО «Темірбанк» увеличился до 18,2 млрд тенге и все пруденциальные нормативы были восстановлены.
- На 1 июля 2012 года активы банка составляют 261,8 млрд тенге.